# Dire Dawa Stadion
Het Dire Dawa Stadion is een multifunctioneel stadion in Dire Dawa, Ethiopië. Het stadion wordt meestal gebruikt voor voetbalwedstrijden. De voetbalclub Dire Dawa City speelt hier zijn thuiswedstrijden. In het stadion is plaats voor 18.000 toeschouwers. 

## Afrikaans kampioenschap voetbal 1976
In 1976 werden in dit stadion voetbalwedstrijden voor de Afrika Cup van dat jaar gespeeld.
| № | Datum        | Wedstrijd         | Uitslag | Afrika Cup 1976 |
| - | ------------ | ----------------- | ------- | --------------- |
| 1 | 1 maart 1976 | Nigeria – Zaïre   | 4 – 2   | Groepsfase      |
| 2 | 1 maart 1976 | Marokko – Soedan  | 2 – 2   | Groepsfase      |
| 3 | 4 maart 1976 | Nigeria – Soedan  | 1 – 0   | Groepsfase      |
| 4 | 4 maart 1976 | Marokko – Zaïre   | 1 – 0   | Groepsfase      |
| 5 | 6 maart 1976 | Marokko – Nigeria | 3 – 1   | Groepsfase      |
| 6 | 6 maart 1976 | Zaïre – Soedan    | 1 – 1   | Groepsfase      |